# Bettie du Toit
Bettie du Toit (née Elizabeth Sophia Honman le 15 juillet 1910 dans la province du Transvaal et morte le 31 janvier 2002 à Johannesbourg) est une syndicaliste et une militante anti-apartheid sud-africaine. Membre du Parti communiste sud-africain, elle a participé à la campagne de défiance de 1951-1952 avant de partir en exil au Ghana en 1963, grâce à son amie Nadine Gordimer, et de s'installer plus tard à Londres où, devenue aveugle, elle apprend et enseigne le braille. Elle ne revient en Afrique du Sud que dans les années 1990, après l'abolition des dernières lois d'apartheid.

## Biographie

### Origines
Elizabeth Sophia Honman est née en 1910 dans une ferme située au Transvaal à proximité de Johannesbourg, d'une mère allemande et d'un père d'ascendance britannique,,. 
Ses oncles, et probablement aussi son père, se sont battus en tant que soldats britanniques dans la seconde guerre  des Boers.
Elle nait alors quelques semaines après la naissance de l'Union d'Afrique du Sud (31 mai 1910), un dominion britannique dominée par la population de souche européenne. 
Sophia Honman et son frère deviennent orphelins très tôt (sa mère meurt alors qu'elle n'a que 18 mois et son père décède à son tour alors qu'elle n'a que trois ans). Elle est élevée dans un pensionnat dirigé par l'Église réformée néerlandaise. 

### Carrière syndicale
Lorsqu'elle a dix-huit ans, Sophia Honnman s'installe à Johannesbourg où elle commence à travailler. Elle y rencontre la jeune syndicaliste afrikaner Johanna Cornelius (1912-1974) et participe activement aux mouvements de grèves affectant le secteur du textile à la fin des années 1920 et au début des années 1930. Pour avoir organisé des grèves, elle est arrêtée avec quatre autres femmes, emmenée à la prison de Fort de Johannesbourg et condamnée à payer une amende d'une livre ou d'effectuer dix jours de travail. 
Elle participe ensuite à différentes luttes syndicales au côté de Ray Alexander, Moses Kotane et Wilton Mkwayi. Elle est notamment confrontée aux frictions entre les ouvriers blancs et non-blancs (les noirs, les coloureds, mais aussi les personnes issues de l'immigration tels que les Sud-Africains indiens). Elle choque d'ailleurs certains syndicalistes blancs en refusant toute ségrégation et se brouille avec son frère sympathisant du Parti national.

### La militante politique Bettie du Toit
En 1936, elle rejoint le Parti communiste sud-africain, et bénéficie de formations à Moscou à l'École internationale Lénine et à l'université communiste des travailleurs d'Orient (KUTV). 
Elle revient en Afrique du Sud en 1938. C'est lors de ce retour que Sophia Honnman adopte le nom de Bettie du Toit. 
Elle se marie à Jan Hendrik van Rooyen, un commis de banque (ils divorcent dès 1939), et reprend une activité syndicaliste et politique. Durant cette période, elle rencontre Govan et Epainette Mbeki qu'elle fait adhérer au Parti communiste. 
En décembre 1942, elle épouse Guy Routh, également communiste (ils divorcent en juillet 1946, mais Guy Routh jouera un rôle important dans la formation du Mouvement anti-apartheid britannique). 
Conformément à la stratégie du Parti communiste de l'époque, elle se présente aux élections générales sud-africaines de 1943 et aux élections municipales de 1945, sans être élue. 
Dans la même période, elle participe à la Fédération internationale des femmes, est invitée au Festival mondial de la jeunesse et des étudiants à Berlin-Est en 1951, et à diverses autres manifestations dont la Conférence internationale des travailleurs du textile et du vêtement, toujours à Berlin, en 1952. Elle rencontre Nadine Gordimer dans les années 1950, et elles deviennent amis. En outre, défiant l'Immorality Act, elle épouse Yusuf Cachalia (1915-1995), le secrétaire du congrès indien du Transvaal (ils divorceront).

### La lutte contre l'apartheid
Bettie du Toit prend part à la campagne de défiance, un mouvement de désobéissance civile contre les législations renforçant l'apartheid. Le 8 décembre 1952, elle est de nouveau arrêtée avec d'autres, dont Manilal Gandhi, le second fils de Mahatma Gandhi, et Freda Troup. Elle est condamnée à une amende de 50 livres ou cinquante jours avec travail obligatoire, et elle a été emprisonnée avec Freda Troup,  pendant 25 jours.
Sa participation à cette campagne lui vaut en 1952 de se voir interdire la participation à des syndicats en vertu de la loi de répression du communisme (Suppression of Communism Act, 1950). Elle commence à écrire un livre sur les syndicats et les droits des travailleurs  intitulé Ukubamba Amadolo (Allez y doucement). Elle fonde une organisation pour promouvoir le bien-être des habitants de Soweto appelé Kupugani. Cette organisation fournit de la nourriture aux personnes de couleur dans les  ghettos. Elle continue aussi à se déplacer et à avoir des contacts auprès des militants politiques et syndicalistes, et participe notamment à l’organisation en 1956 de la marche des femmes à Pretoria. 
En 1960, elle est de nouveau arrêtée. 

### L'exil
Dans la crainte d'être incarcéré durablement, Bettie du Toit s'exile en 1963 à Londres, alors que le climat politique entre pro et anti-apartheid se durcit, que l'ANC opte en 1961 pour la lutte armée et que les emprisonnements des chefs de la lutte contre l'apartheid se multiplient.
Elle sort clandestinement du pays grâce aux amis indiens de Nadine Gordimer. Elle parvient à rejoindre Dar es Salam, où Gordimer lui rend visite et l'aide à gagner le Ghana. Au Ghana, elle travaille avec les syndicats. Mais elle contracte le syndrome de Stevens-Johnson, syndrome de l'eau polluée, en se baignant, et n'est pas soignée correctement à l'hôpital. Nadine Gordimer lui permet de se rendre à Londres, où elle vit avec l'aide de Freda Levson, qui avait aidé à cacher Nelson Mandela. 
Devenue complètement aveugle (1987), elle apprend le braille puis l'enseigne. Finalement, elle est en mesure de revenir en Afrique du Sud où elle meurt en 2002. 
En 2012, l'Ordre de Luthuli  lui a été décernée à titre posthume sous le nom d'Elizabeth Sophia Honman.